# Ana Maria Vasa
Ana Maria Vasa (23 de maio de 1593 - 9 de Fevereiro de 1600) era uma Princesa polaca, e Herdeira presuntiva do trono desde seu nascimento até 1595, filha do Rei da Polônia e Grão-duque da Lituânia, Sigismundo III Vasa, e de sua primeira esposa, Ana de Áustria. E ela era Irmã do futuro Rei da Polônia, Ladislau IV Vasa da Polônia. 
Ana Maria Vasa nasceu em Cracóvia, ás 16:00 da tarde do dia 23 de maio de 1593. Ela era a primeira filha do Rei Sigismundo III e da esposa dele, Ana de Áustria. O nome de Ana Maria foi escolhido para homenagear a sua Mãe, a sua Avó, Maria Ana da Baviera, a sua Tia, irmã de Sigismundo III, Ana Vasa da Suécia, a sua Tia-avó, a Ex-Rainha Ana Jagelão da Polônia.  Seus Padrinhos de batismo foram a sua Tia-avó, Ana, o Sacro-Imperador, Rodolfo II do Sacro Império Romano-Germânico e sua Avó, Maria Ana da Baviera. Mas apenas Ana Jagelão esteve presente no batismo, Rodolfo e Maria Ana não puderam comparecer e foram representados. A cerimônia de batismo da princesa foi celebrada pelo Cardeal Jerzy Radziwiłł.
Em meados de 1592, seu Avô paterno, o Rei da Suécia, João III da Suécia, veio a falecer. E ele foi sucedido por Sigismundo III, seu único filho homem. E então, em 1594, Sigismundo e sua esposa, Ana, iriam partir para a Suécia para sua Coroação no país. Entretanto, Ana Maria teve que ficar na Polônia e não pôde acompanhar seus pais na viagem a Suécia, pois o Sejm da República das Duas Nações proíbiu Ana Maria de ir pra Suécia, pois tiveram medo que Sigismundo III pudesse fugir tal como Henrique III de França fez. Então Ana Maria ficou sob cuidados da sua Madrinha, Ana Jagelão, enquanto seus pais estavam viajando.  Em 1595, ocorreu um incêndio no Castelo de Wawel, e Ana Maria presenciou tudo, ficando tremendamente assustada.  E em 9 de junho de 1595, nasceu o Irmão mais novo de Ana Maria, Ladislau Vasa. E o nascimento de Ladislau fez Ana deixar de ser a Herdeira provável, já que os homens tinham preferência em detrimento das mulheres. 
Em 9 de setembro de 1596, a amada Madrinha de Ana Maria, Ana Jagelão, veio a falecer.  E em 10 de fevereiro de 1598, a Mãe de Ana Maria, Ana de Áustria, acabou falecendo durante o Parto do seu quinto filho, que também morreu. E dos 5 filhos de Sigismundo e Ana, apenas Ana Maria e Ladislau sobreviveram ao parto, mas apenas Ladislau chegou até a idade adulta.   Ana Maria Vasa veio a falecer em 9 de fevereiro de 1600, aos 5 anos de idade, provavelmenre devido a Sarampo. Sua morte deixou seu pai profundamente abalado, que sofreu três perdas seguidas (de sua tia, sua esposa e filha). Ela repousa na Catedral de Wawel... 
1. 1 2 3 4 5 6 7  Unknown (piątek, 9 stycznia 2015). «Nowy Poczet, czyli portrety władców polskich i ich rodzin: Anna Maria Wazówna». Nowy Poczet, czyli portrety władców polskich i ich rodzin. Consultado em 6 de agosto de 2024 Verifique data em: |data= (ajuda)
2. 1 2  «Władysław IV Vasa | King of Poland | Britannica». www.britannica.com (em inglês). Consultado em 6 de agosto de 2024
3. ↑  «Anna Jagiellonka (1523-1596)». CiekawostkiHistoryczne.pl (em polaco). Consultado em 6 de agosto de 2024